# Gittit
Gittit is een mosjav en een Israëlische nederzetting op de bezette Westelijke Jordaanoever nabij de Palestijnse plaats Aqraba. In 2006 telde Gittit 214 inwoners.
De nederzetting werd gesticht in 1972 en maakt deel uit van de Israëlische Regionale raad van Bik'at HaYarden.